# Transimpeks-Roś-2 Terezyne
Transimpeks-Roś-2 Terezyne (ukr. Футбольний клуб «Трансімпекс-Рось-2», Futbolnyj Kłub "Transimpeks-Roś-2") – ukraiński klub piłkarski z siedzibą w mieście Wysznewe, w obwodzie kijowskim.

## Historia
Chronologia nazw:
- 1994: Transimpeks Wysznewo (ukr. ФК «Трансімпекс» Вишневе)
- 2.04.1995: Transimpeks-Roś-2 Terezyne (ukr. ФК «Трансімпекс-Рось-2» Терезине)
- 18.06.1995: klub rozwiązano – po fuzji z Schid Sławutycz

W 1994 roku w mieście Wysznewe został założony klub piłkarski Transimpeks, który reprezentował przedsiębiorstwo o identycznej nazwie. Drużyna w 1994 debiutowała w rozgrywkach Mistrzostw Ukrainy spośród drużyn amatorskich, gdzie zajął 1. miejsce w 3 grupie i zdobył awans do rozgrywek na szczeblu profesjonalnym. Otrzymał status profesjonalny i od sezonu 1994/95 występował w rozgrywkach Trzeciej Ligi. W kwietniu 1995 klub został farm klubem Rosi, przeniósł się do miejscowości Terezyne i zmienił nazwę na Transimpeks-Roś-2. W sezonie 1994/95 zespół występował w rozgrywkach Trzeciej Ligi. Po kilku niestawiennictwach klubowi groziło wykluczenie z rozgrywek. Klub Schid Sławutycz wsparł drużynę, któremu Transimpeks-Roś-2 ustąpił miejsca w lidze na 4 kolejki przed jego zakończeniem. W czerwcu 1995 przeniósł się do Sławutycza i przyjął nazwę Schid Sławutycz. W ten sposób wyniki obu poprzednich zespołów zostały przypisane klubowi Schid. To wyjątkowy przypadek w ukraińskim futbolu.

## Sukcesy
- 15. miejsce w Trzeciej Lidze:

1994/95